# Кунгей-Бокенбай
Кунгей-Бокенбай (каз. Күнгей-Бөкенбай, до 08.09.1992 г. — Южный Букенбай) — аул в Куршимском районе Восточно-Казахстанской области Казахстана. Входит в состав Акбулакского сельского округа. Код КАТО — 635245300.

## Население
В 1999 году население аула составляло 244 человека (132 мужчины и 112 женщин). По данным переписи 2009 года, в ауле проживало 109 человек (57 мужчин и 52 женщины).